# 石谷政信
石谷 政信（いしがや まさのぶ）は、戦国時代から江戸時代初期にかけての武将。江戸幕府・旗本。石谷政清の三男。

## 生涯
元亀2年（1571年）、父・政清や弟・清定と共に徳川家康に仕える。天正18年（1590年）の家康の関東転封に従い、武蔵国多摩郡の内に采地200石を賜る。慶長10年(1605年)2月より徳川秀忠に仕える。元和5年（1619年）6月5日（呈譜には元和5年10月8日）に死去。法名は良完（呈譜には良石）。多摩郡泉村の泉龍寺に葬られた。

## 子女
- 女子
戸塚忠之（作右衛門）の妻となる。
- 喜左衛門
早世
- 政勝
徳川秀忠、徳川家光に仕える。
- 小野田為一
小野田氏を称する。
- 女子
小野久兵衛の妻となる。
- 十兵衛
経歴不明
- 女子
武嶋茂正（市郎兵衛）の妻となる。